# Epitrimerus urticae
Epitrimerus urticae är en spindeldjursart som beskrevs av Johan Ivar Liro 1941. Epitrimerus urticae ingår i släktet Epitrimerus, och familjen Eriophyidae. Arten är reproducerande i Sverige.